# Fermín López
Fermín López Marín (* 11. Mai 2003 in El Campillo) ist ein spanischer Fußballspieler, der als Mittelfeldspieler für den FC Barcelona spielt.

## Karriere

### Verein
Der in der Provinz Huelva, Andalusien, geborene López begann bei seinem Heimatverein CD FB El Campillo mit dem Fußballspielen und wechselte dann zu Recreativo de Huelva, bevor er 2012 zu Real Betis wechselte. Im Sommer 2016 wechselte er weiter in die Jugendakademie des FC Barcelona. 2022 erhielt er einen Profivertrag bei FC Barcelona Atlètic und ging sofort danach auf Leihbasis zu Linares Deportivo in der drittklassigen Primera Federación für die Saison 2022/23. Hier zeigte er als Stammspieler starke Leistungen und erzielte 12 Tore in 37 Ligaspielen.
Nach starken Leistungen im Training mit Barcelona vor der Saisonvorbereitung wurde López im Juli 2023 von Trainer Xavi in den Kader der A-Mannschaft berufen. Am 27. August 2023 gab López beim 4:3-Auswärtssieg gegen Villarreal CF sein La-Liga-Debüt für Barcelona. Zwei Tage später unterschrieb er einen neuen Vertrag bei Barcelona bis zum 30. Juni 2027 mit einer Ausstiegsklausel von 400 Millionen Euro. Am 26. September 2023 erzielte er sein erstes Tor in La Liga bei einem 2:2-Unentschieden gegen RCD Mallorca. Am 25. Oktober 2023 erzielte López bei seinem ersten Einsatz in der UEFA Champions League ein Tor beim 2:1-Sieg gegen Schachtar Donezk, bei dem er auch zum Spieler des Spiels gewählt wurde.

### Nationalmannschaft
Am 6. Oktober 2023 wurde López in die spanische U21-Nationalmannschaft berufen und debütierte am 13. Oktober beim 0:0-Unentschieden gegen die U23-Auswahl Usbekistans. Am 17. Oktober erzielte er beim 4:0-Auswärtssieg gegen Kasachstan in einem Qualifikationsspiel für die U21-Europameisterschaft 2025 sein erstes Tor für die Mannschaft.
Bei der Europameisterschaft 2024 in Deutschland wurde López mit Spanien Europameister. Er kam allerdings lediglich in einem Spiel in der Gruppenphase gegen Albanien zum Einsatz. Im selben Jahr gewann er mit Spanien die Goldmedaille bei den Olympischen Sommerspielen 2024 in Frankreich. Dabei erzielte er sechs Toren in sechs Spielen, darunter zwei Treffer beim 5:3-Finalsieg gegen Frankreich.

## Titel
Nationalmannschaft
- Europameister: 2024
- Olympiasieger: 2024

Verein
- Spanischer Meister: 2025
- Spanischer Pokalsieger: 2025
- Spanischer Supercupsieger: 2025